# Ardisia olivacea
Ardisia olivacea E.Walker – gatunek roślin z rodziny pierwiosnkowatych (Primulaceae). Występuje naturalnie w Chinach – w prowincji Kuangsi. 

## Morfologia
PokrójZimozielony krzew dorastający do 1 m wysokości.
LiścieBlaszka liściowa ma lancetowaty lub podługowato lancetowaty kształt. Mierzy 13–24 cm długości oraz 4–7 cm szerokości, jest całobrzega, ma klinową nasadę i ostry lub spiczasty wierzchołek. Ogonek liściowy jest nagi i ma 10–20 mm długości.
KwiatyZebrane w wierzchotkach wyrastających z kątów pędów.
OwocPestkowce mierzące 6 mm średnicy, o kulistym kształcie.

## Biologia i ekologia
Rośnie w lasach. 